# ヘトリスヘイジ

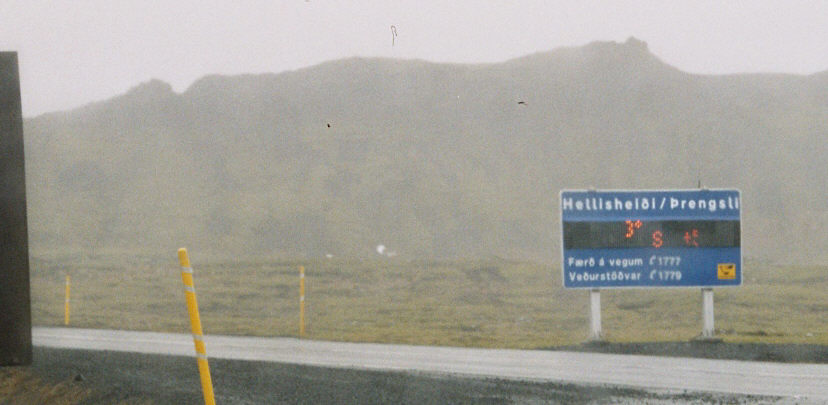
風速と気温を知らせる表示板。南西部のヘトリスヘイジの近くの町クヴェラゲルジにて。

ヘトリスヘイジ（アイスランド語: Hellisheiði、ヘリスヘイジとも。ドイツ語発音はヘリスハイディ）は、アイスランドにある3つの台地の名である。

## 南西部のヘトリスヘイジ

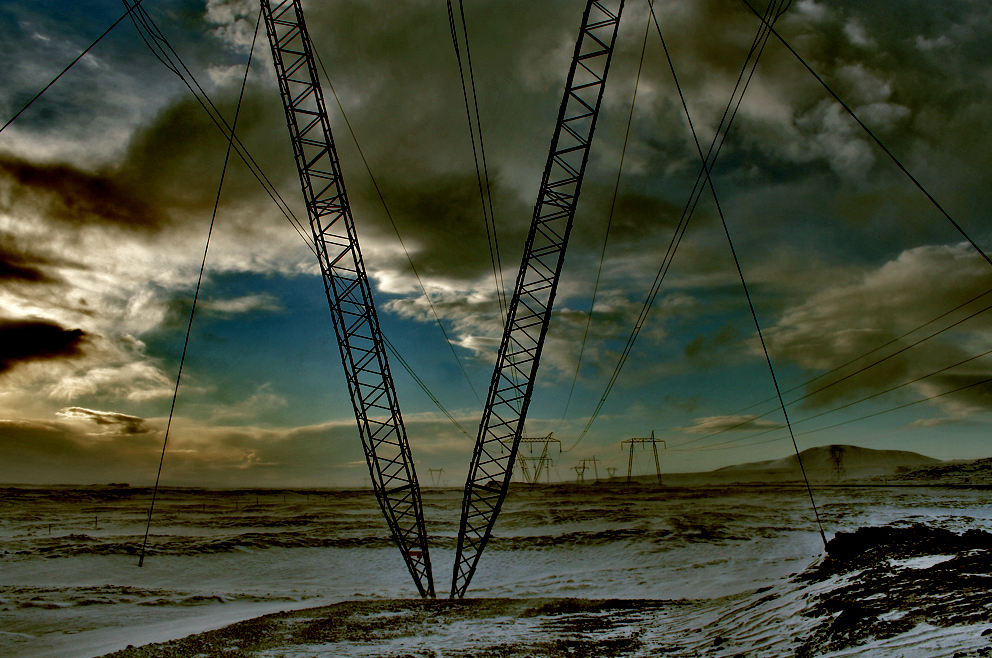
南西部のヘトリスヘイジの風景。右側に小さな山リキルフェトル (Lýkilfell) が見える。

知名度の高いヘトリスヘイジは、アイスランドの南西部、レイキャビクとクヴェラゲルジの間にある溶岩台地である。台地は、ヘインギットル (Hengill) 連山の南と西に位置している。
ヘトリスヘイジでは、過去に起こった火山爆発の形跡が非常に多く見られる。最後の爆発は、およそ1,000年前に起こったと考えられている。最も新しい溶岩は、長さおよそ6kmの割れ目火口から地上へ流れ出た。しかしこの地域は、火山のように今も活動的である。それは、非常に多くの穿孔から水蒸気が立っていることで明らかである。

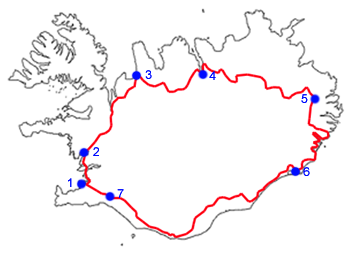
アイスランドの沿岸を一周する幹線道路1号線、Hringvegur（リングロード）。

ヘトリスヘイジ付近を通っている道路 Suðurlandsvegur は、アイスランド島を一周する国道1号線（Hringvegur、en、is）の一部でもあり、1号線の中では比較的交通量の多い部分である。
Suðurlandsvegur には、かつて旧道があった。旧道は現在とは違う場所を通っており、すでに道路としての体裁を保っておらず、点在する石積みのケルンとしてその名残を見ることができる。現在の Sudurlandsvegur は、馬車や自動車などのいわゆる「車」が通ることのできる道として1895年につくられた。

### 西暦1000年の噴火
1000年頃のアイスランドは、北欧神話の神々への信仰を守ろうとする人々と、ノルウェー王オーラヴ1世の強い求めに従ってキリスト教へ改宗しようとする人々とが激しく対立していた。1000年に開かれたアルシングの場でも激しい論争が交わされ、互いに武器に手をかけて戦いを始めかねない雰囲気となった。まさにそのとき、会場の近くにある2つの火口（1つがヘトリスヘイジ）で同時に火山活動が始まり、溶岩流が農家や神殿を襲っているという報告が届いた。火山灰の降る中、この噴火は古い神々の怒りの表れだと主張する人々に対し、キリスト教徒のスノリ・トールグリムソンは、人間が移住する前のアイスランドで火山活動があったのも神々の怒りであるなら、神々は何に怒っていたのかと問うた。双方はそれぞれの法を宣言しようとしたため国が二分しかねない状況となったが、法の宣言者ソルゲイルによるキリスト教の採択宣言に至った。

## 北東部のヘトリスヘイジ
アイスランドの北東部にもヘトリスヘイジと呼ばれる場所がある。ヴォプナフィヨルズル (Vopnafjörður) と口の広い湾であるヒェラズスフロウイ (Heraðsfloi) の間の高地で、そこを標高730mの山道が横切り、ヴォプナルフィヨルズルと、アイスランド東部の自治体フリョゥスダールスヒェラズ (Fljótsdalshérað) の中心であるエイイルススタジル (Egilsstaðir) をつないでいる。
道の勾配が26％にもなる場所もあり、昔利用されていた道では最も急な登り道の1つであった。のちにルートが変えられたが登り坂はまだあり、冬には気候条件により通行止めとなる。

## 東部のヘトリスヘイジ
レイザルフィヨルズル (Reyðarfjörður) とエイイルススタジルを結ぶ道路であるファーグリダールル（Fagridalur、および同名の谷）が横切っている高地。